# Vern Mikkelsen
Pour les articles homonymes, voir Mikkelsen.
Arild Verner Agerskov "Vern" Mikkelsen, né le 21 octobre 1928 à Parlier, Californie, et mort le 21 novembre 2013 à Wayzata, Minnesota, est un joueur professionnel américain de basket-ball. Il est connu comme étant le premier ailier-fort de NBA des années 1950 et était réputé pour sa défense tenace et son sens du rebond.

## Biographie
Mikkelsen intégra l'Université Hamline à St. Paul, Minnesota. Lors de son année senior à Hamline, Mikkelsen fut élu « All American » en 1949. Il sera diplômé d'un Master en psychologie à l'Université du Minnesota.
Mikkelsen fut intronisé au Basketball Hall of Fame en 1995 en compagnie de son entraîneur des Lakers John Kundla.
En 2006, Mikkelsen a publié sa biographie écrite par John Egan intitulée, The Vern Mikkelsen Story (Amazon, Barnes & Noble).
Mikkelsen faisait équipe avec George Mikan et Jim Pollard pour les Lakers de Minneapolis, formant l'une des meilleures lignes d'ailiers dans l'histoire du basket-ball. Les Lakers remportèrent cinq titres NBA entre 1949 et 1954, mais lui n'en remporta que quatre ayant été drafté en 1949. Mikkelsen joua dans six NBA All-Star Game et fut nommé dans la All-NBA Second Team à quatre reprises dans sa carrière.
Mikkelsen mit fin à sa carrière après dix saisons en NBA en 1959. Il est considéré comme un des hommes de fer de la NBA jouant 798 matches sur 800 possibles. Il termina sa carrière avec plus de 10 000 points inscrits et fut leader de la NBA au nombre de fautes personnelles commises durant trois saisons consécutives, détenant toujours le peu glorieux titre de leader au nombre de disqualifications en carrière avec 127.
Mikkelsen fut entraîneur et manager général des Minnesota Pipers en American Basketball Association.